# リル＝シュル＝タルヌ
リル＝シュル＝タルヌ （Lisle-sur-Tarn、オック語:L'Illa d'Albigés）は、フランス、オクシタニー地域圏、タルヌ県のコミューン。

## 地理
タルヌの端に位置する13世紀に建設されたバスティッドは、ガヤックワインの地域の中心にあたり、トゥールーズとアルビの中間にある恵まれた位置を謳歌している。
町は、隣接するモンタンとルピアックとの間の自然の境界となっているタルヌ川に南東部を囲まれている。リウー・フレジ川とタルヌ川の支流テスクー川も流れており、シヴァン・ダムもある。
コミューン面積8656ヘクタールは、県有数の広さである。面積内にはシヴァンの森と、13ヘクタールの湿地帯がある. 。2014年9月には、150万㎥の貯水ダム建設のため、森林伐採や土木工事が始まった。
町にはA68や県道988号線が通る。リル＝シュル＝タルヌ駅には、フランス国鉄のTERミディ＝ピレネーの路線が通る。

## 由来
L'isleとは、堀に囲まれた町を意味している。L'isleは、今日ではîleのように『一掃された土地』を意味しており、水に囲まれた土地を意味していない。Tarnは川の名前であり、ケルト語のtarからきている。

## 歴史
モンテギュの地には、サンティアゴ・デ・コンポステーラの巡礼路途上に要塞化された村があった。村の所有者は、トゥールーズ伯の家臣だった。アルビジョワ十字軍の時代、タルヌ北部はトゥールーズ伯レーモン6世とレーモン7世の父子に忠実であり、シモン・ド・モンフォールの配下の十字軍騎士たちによる破壊的な騎行の真っただ中にあった。1229年のパリ条約で戦争は終わり、村の壁を解体するよう命じられた。バスティッドは、かつてモンテギュの村のcastel内で暮らした住民を受け入れるため、そして人口の増加に対応するため建設された。
ワイン、そしてホソバタイセイの生産と販売は、豊かな市場を生み出し、タルヌ川の港を北ヨーロッパに向けて開かせた。
1945年、町にはポーランド人家族（249人）を収容する収容所があった · 。
常にワイン文化とともにあるリル＝シュル＝タルヌは、現在、タルヌ北西部のバスティッド巡りでは必須の地であり、この観光の賜物の恩恵を受けている。

## 人口統計
| 1962年 | 1968年 | 1975年 | 1982年 | 1990年 | 1999年 | 2007年 | 2014年 |
| ------ | ------ | ------ | ------ | ------ | ------ | ------ | ------ |
| 3308   | 3376   | 3385   | 3413   | 3588   | 3683   | 4171   | 4514   |

参照元:1962年から1999年までは複数コミューンに住所登録をする者の重複分を除いたもの。それ以降は当該コミューンの人口統計によるもの。1999年までEHESS/Cassini、2006年以降INSEE。

## ギャラリー

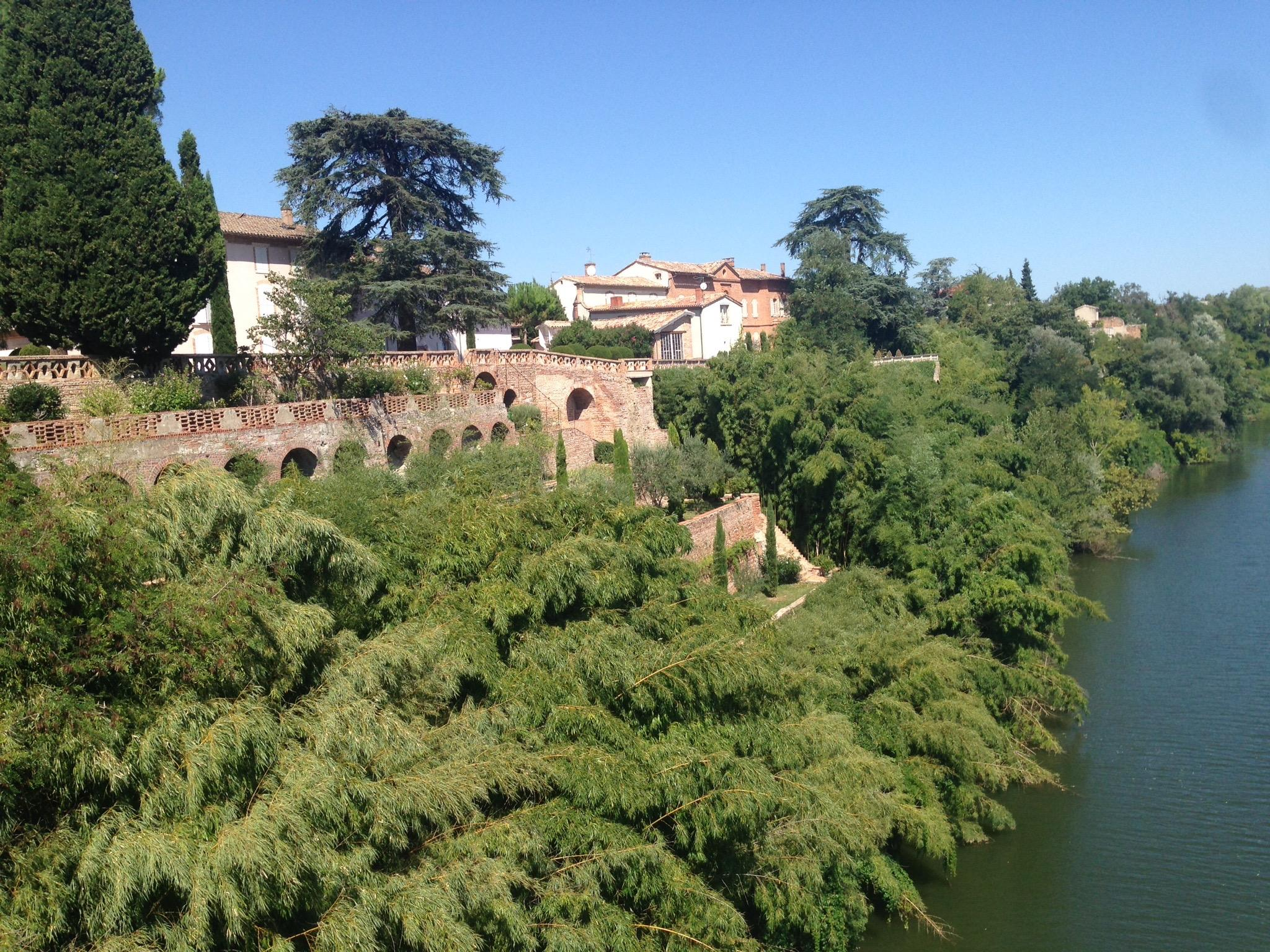
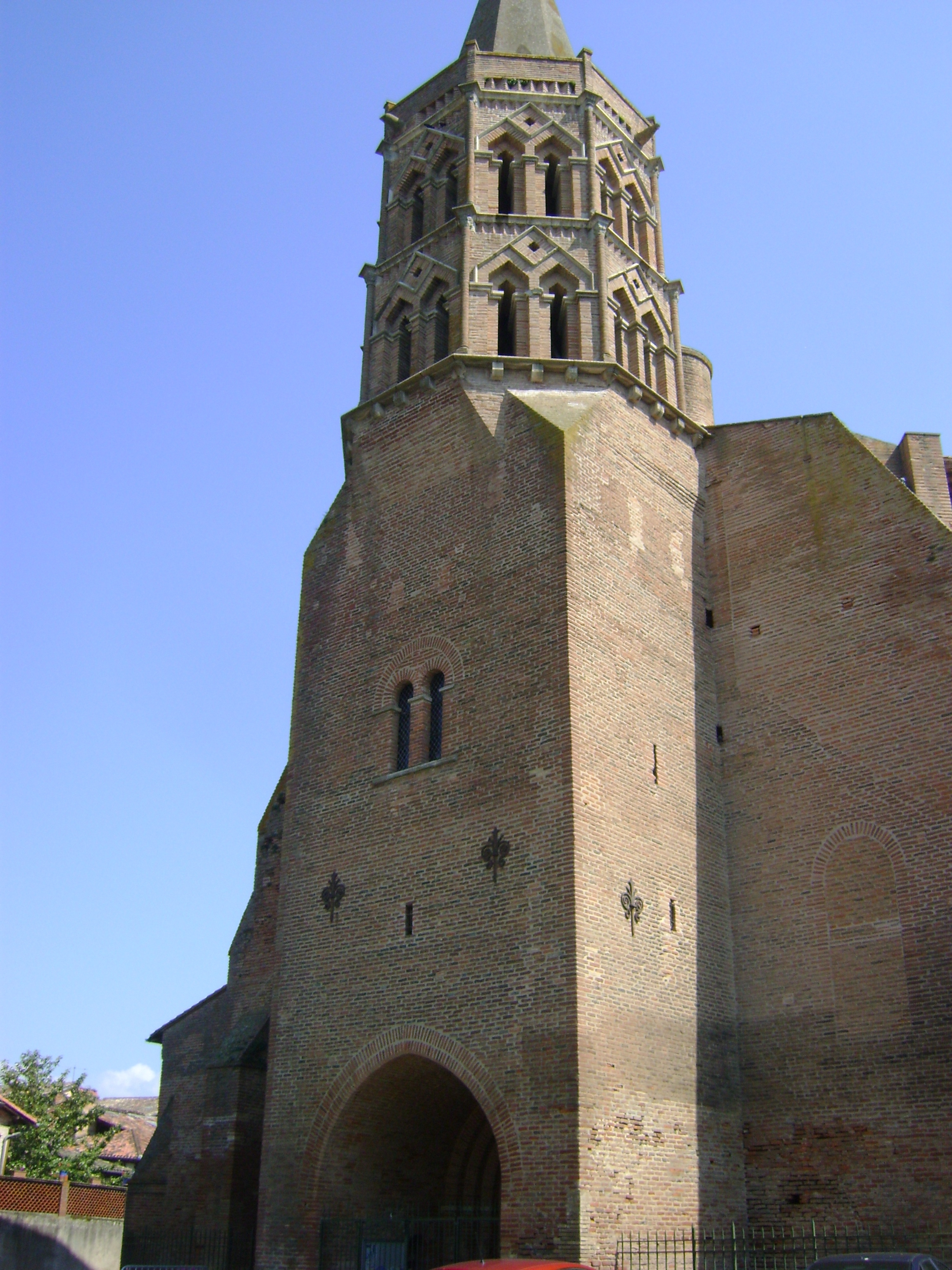
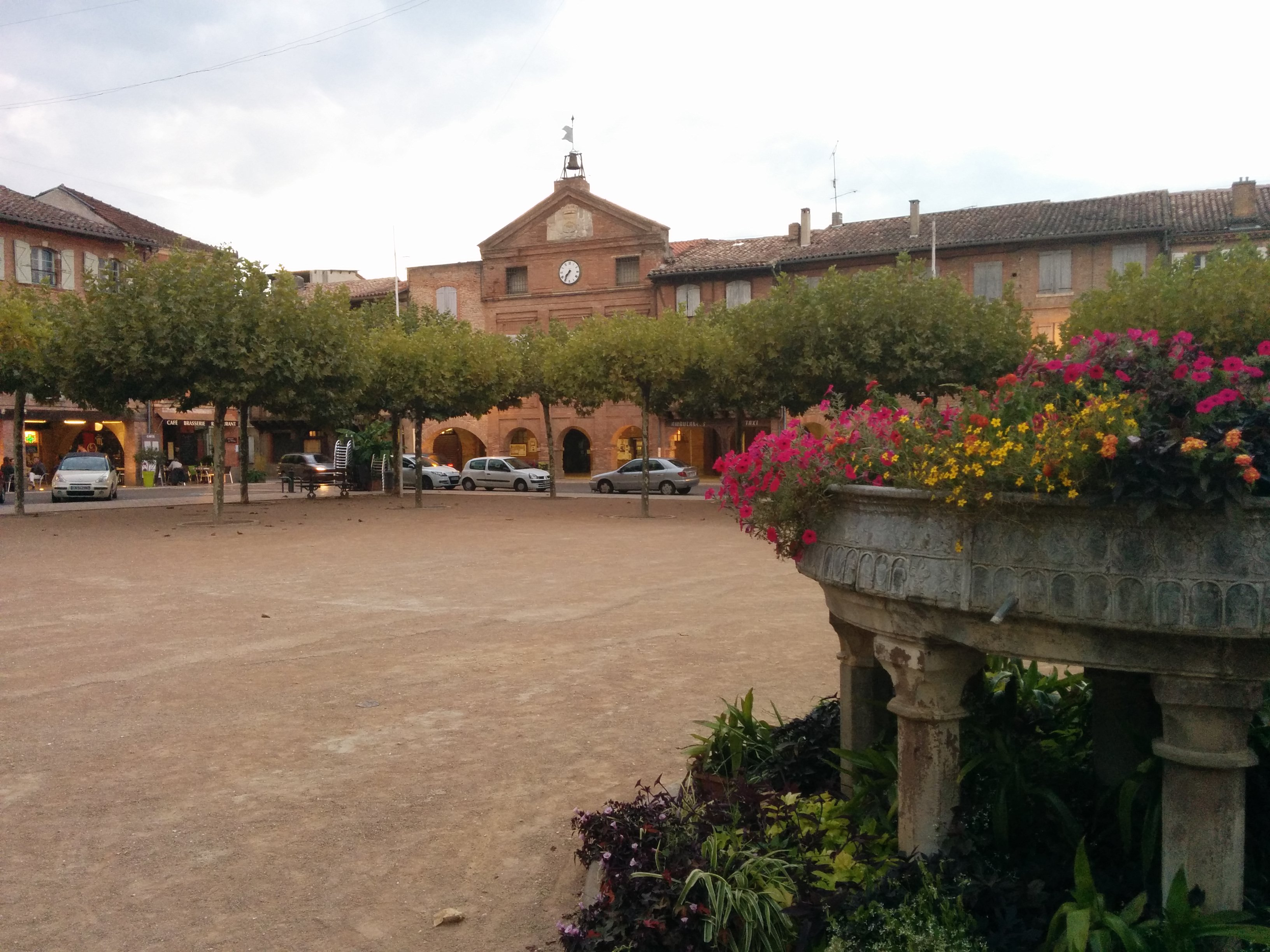
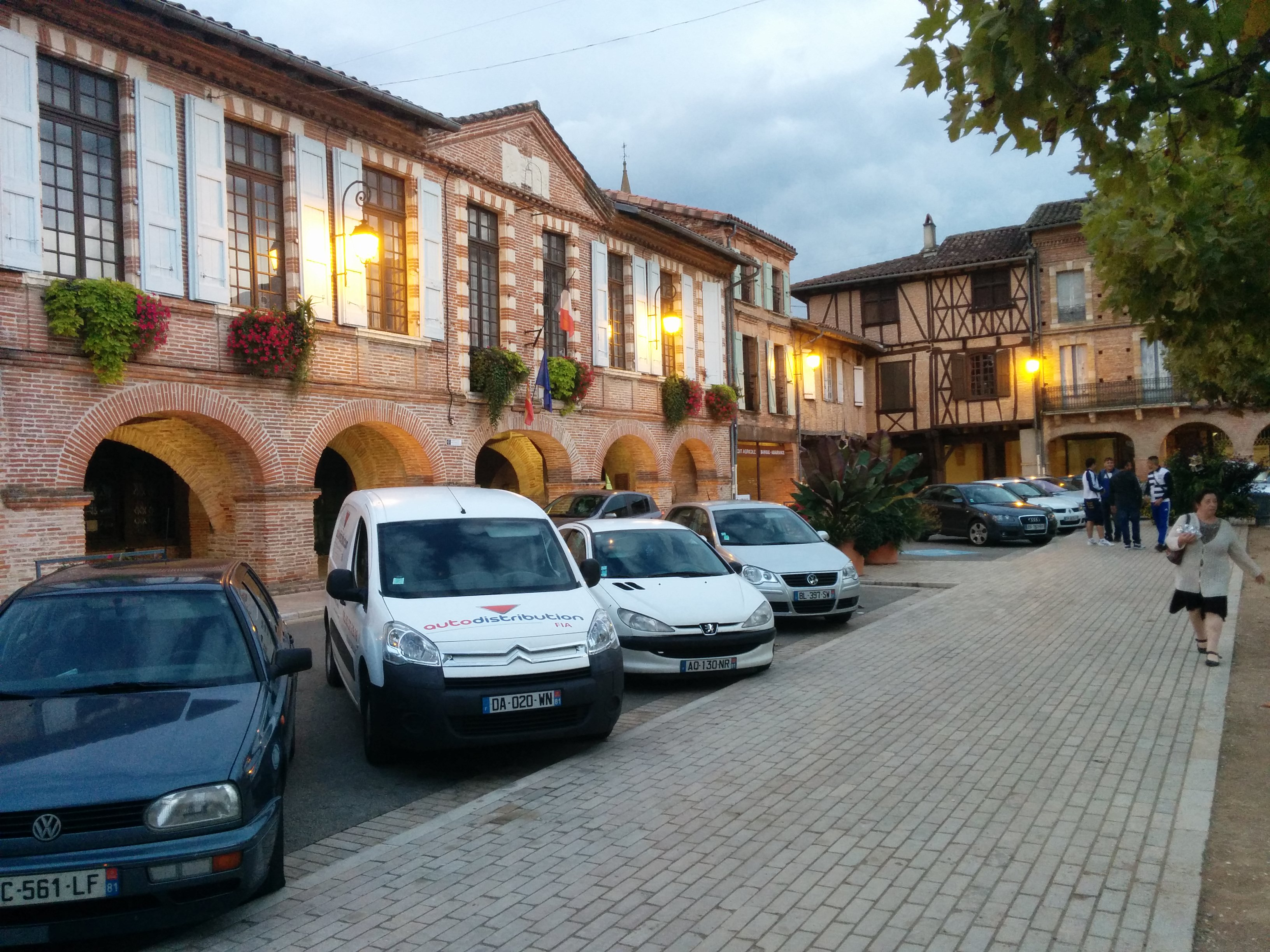
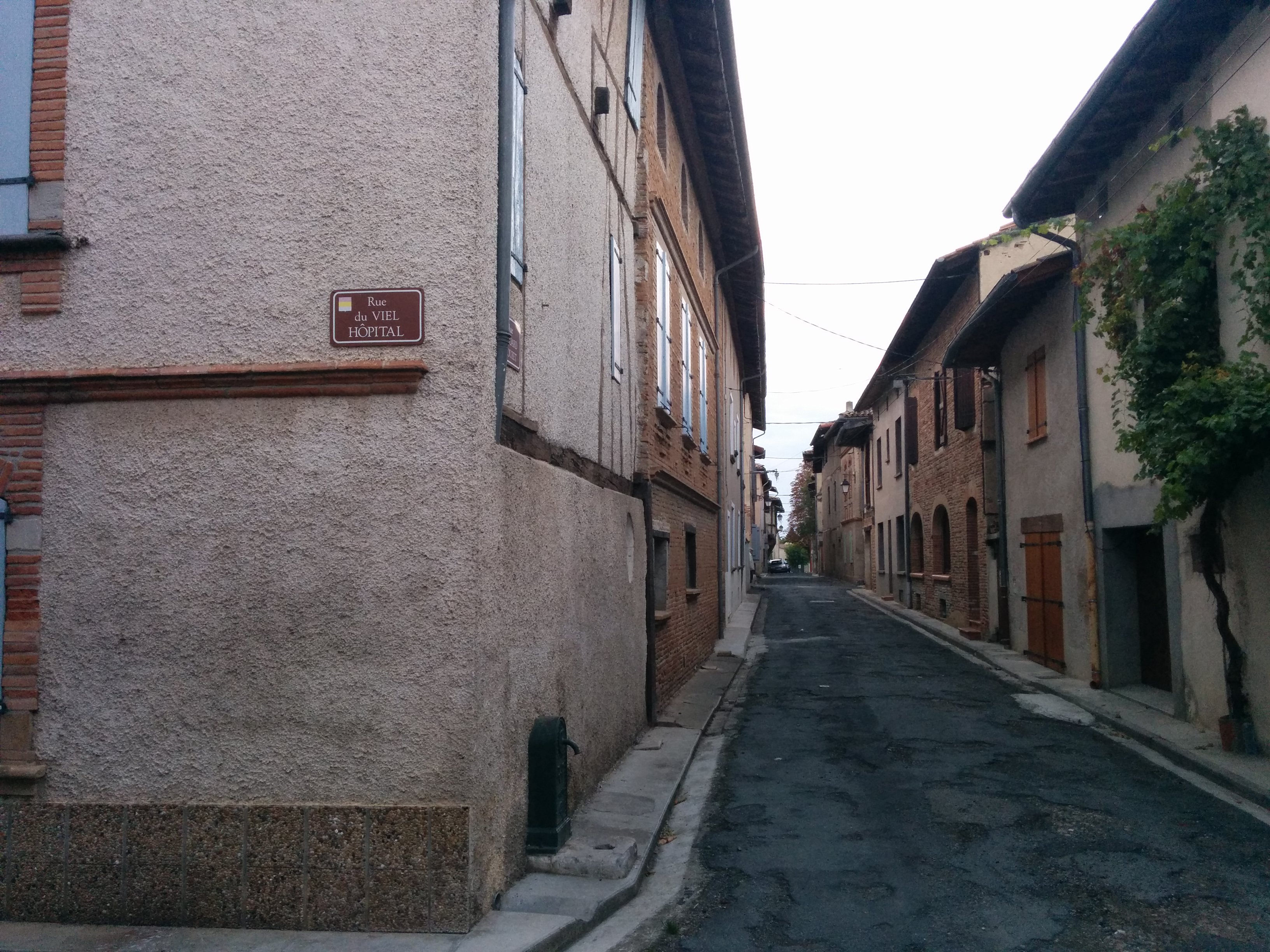

## 姉妹都市
- ボルハ、スペイン